# Всеволожский район
Все́воложский муниципа́льный райо́н — муниципальное образование в составе Ленинградской области России.
Является крупнейшим по населению муниципальным районом России. Быстрый рост численности населения происходит из-за активной массовой застройки населённых пунктов, прилегающих к границе Санкт-Петербурга.
Административный центр — город Всеволожск.

## История

### До революции
В древности территория района располагалась на Великом водном пути «Из варяг в греки» и сухопутном пути между Русью и Скандинавией. В XIV веке здесь обитало союзное Новгороду племя корела.
До XVIII века территория современного Всеволожского района входила в Ореховский уезд, Корельской половины Водской пятины и делилась на Иванской Куиваской, Воздвиженской Корбосельский и Ильинской Телкужской погосты.
С середины XVIII века до 1923 года, в единицах административно-территориального деления по состоянию на середину 1917 года, западная часть современного Всеволожского района полностью или частично относилась к следующим волостям Петроградского уезда:
- Белоостровская волость (2-й стан)
- Муринская волость (2-й стан)
- Осинорощенская волость (2-й стан)
- Вартемякская волость (3-й стан)
- Куйвозовская волость (3-й стан)
- Полюстровская волость (прямое подчинение городскому полицейскому управлению)

Из волостей в восточной части Шлиссельбургского уезда (2-й стан):
- Колтушская волость
- Матокская волость
- Рябовская волость
- Токсовская волость

### Советский период
В 1923 году произошло объединение Шлиссельбургского и Петроградского уездов в единый Петроградский уезд. Из его состава на территории нынешнего Всеволожского района полностью или частично располагались волости: Рябовская, Ленинская, Токсовская, Матокская, Вартемягская, Парголовская, Сестрорецкая и Куйвозовская.
В 1924 году Петроградский уезд был переименован в Ленинградский уезд, который просуществовал до 1927 года.
С 1917 по 1927 годы на территории современного Всеволожского района появилось и исчезло путём слияния или разделения большое количество волостей. Среди них: Белоостровская (Красноостровская), Вартемякская, Всеволожская, Ириновская, Колтушская, Коркиомягская, Куйвозовская, Ленинградская, Ленинская, Лемболовская, Муринская, Матокская, Новосаратовская, Овцынская, Оккервильская, Осинорощинская, Полюстровская, Рябовская, Токсовская.
В 1927 году на территории современного Всеволожского района были образованы три района: Ленинский с райцентром в посёлке Всеволожский (площадь — 1180 км², население — 24 117 чел.), Парголовский (площадь — 935 км², население — 38 771 чел.) и Куйвозовский финский национальный район (площадь — 1315 км², население — 20 689 чел.).
В 1930 году Ленинский и Парголовский районы вошли в состав вновь образованного Ленинградского Пригородного района с райцентром в Ленинграде. В его состав, в частности, входили 17 финских и 3 немецких национальных сельских совета.
В 1934 году в Ленинградском Пригородном районе было 238 колхозов, из них 161 финский, 12 немецких и 1 китайский.
16 августа 1936 года Ленинградский Пригородный район был расформирован, и на его территории были образованы Всеволожский (19.08.1936), Красносельский, Парголовский и Слуцкий районы. Административным центром Всеволожского района стал дачный посёлок Всеволожский. В район вошли два рабочих посёлка Дубровка и им. Морозова и 8 сельсоветов:
- Вагановский
- Всеволожский
- Колтушский
- Новопустошский
- Новосаратовский
- Островский
- Романовский
- Яблоновский

Из них Колтушский, Новопустошский и Романовский являлись Финскими национальными сельсоветами.
27 ноября 1938 года дачные посёлки Всеволожский, Бернгардовка, Рябово, Ильинский и Марьино были объединены в один населённый пункт — рабочий посёлок Всеволожский.
Административно-территориальное деление Всеволожского района на сельсоветы в 1940 году:
- Вагановский
- Колтушский
- Красногорский
- Новопустошский
- Новосаратовский
- Островский
- Щегловский
- Яблоновский

Во время Великой Отечественной войны по территории района проходила «Дорога жизни».
В 1954 году Парголовский район был расформирован. В состав Всеволожского района была включена его сельская территория, включавшая шесть сельсоветов:
- Вартемягский
- Куйвозовский
- Лесколовский
- Муринский
- Токсовский
- Чернореченский

Указом Президиума Верховного Совета РСФСР от 1 февраля 1963 года был образован Всеволожский сельский район. Рабочий посёлок Всеволожский был преобразован в город Всеволожск районного подчинения, а затем был выделен из состава района в подчинение Промышленного Облисполкома.
С февраля 1963 по январь 1965 года во Всеволожский сельский район входило 11 сельсоветов:
- Вагановский
- Вартемягский
- Заневский
- Колтушский
- Куйвозовский
- Лесколовский
- Муринский
- Новосаратовский
- Овцинский
- Чернореченский
- Щегловский

Указом Президиума Верховного Совета РСФСР от 12 января 1965 года Всеволожский сельский район был преобразован во Всеволожский район. Всеволожск стал городом областного подчинения с единым горисполкомом на город и район.

### Постсоветский период
В декабре 1998 года пос. Сертолово отнесён к категории городов областного подчинения.
1 января 2006 года Всеволожский район получил статус муниципального района, в нём были образованы городские и сельские поселения, города Всеволожск и Сертолово вошли в состав района как городские поселения.
6 июня 2013 года в соответствии с областным законом № 32-ОЗ были объединены Колтушское и Разметелевское сельские поселения в составе Колтушского сельского поселения.
2 марта 2014 года было принято принципиальное решение об объединении администраций МО «Город Всеволожск» и Всеволожского района.

## География района

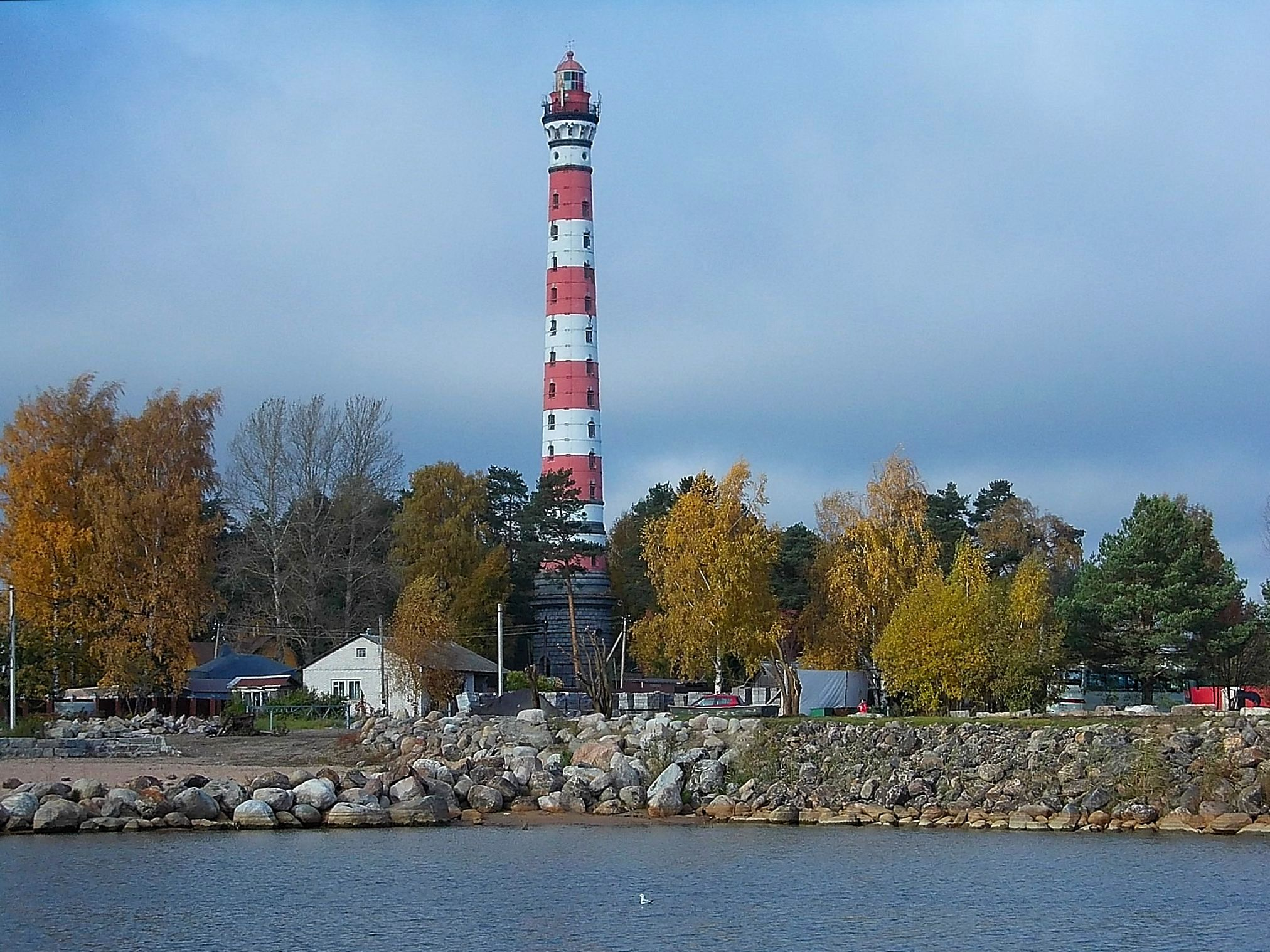
Осиновецкий маяк — 9-й по высоте в мире.

Район расположен в северной части Ленинградской области между Санкт-Петербургом и Ладожским озером, к северу от Невы.
Площадь района — 294,5 тыс. гектаров. Протяжённость с севера на юг составляет 82 км, а с востока на запад — 56 км.
Граничит:
- на севере — с Приозерским муниципальным районом;
- на юго-востоке — с Кировским муниципальным районом;
- на западе — с городом федерального подчинения Санкт-Петербургом;
- на северо-западе — с Выборгским муниципальным районом;

Расстояние от административного центра района до центра Санкт-Петербурга — 28 км.
С востока территория района омывается водами Ладожского озера.
На территории района расположены озёра: Лемболовское, Кавголовское, Хепоярви, Волоярви. По территории района протекает река Охта, южная граница проходит по течению реки Невы.
Действующий с 1879 года Ржевский полигон делит район примерно на две равные части — северную и южную.

### Транспорт
По территории района проходят автодороги:
- А118 (Кольцевая автомобильная дорога вокруг Санкт-Петербурга)
- А120 (Санкт-Петербургское северное полукольцо, бывшая 41А-189 «Магистральная» (Р21 — Васкелово — А121 — А181))
- А121 «Сортавала» (Санкт-Петербург — Сортавала — автомобильная дорога Р-21 «Кола»)
- А181 (часть E 18) «Скандинавия» (Санкт-Петербург — Выборг — граница с Финляндией)
- Р-21 (часть E 105) «Кола» (Санкт-Петербург — Петрозаводск — Мурманск)
- 41К-012 (Скотное — Приозерск)
- 41К-064 «Дорога жизни» (Санкт-Петербург — Морье)
- 41К-065 (Санкт-Петербург — Матокса)
- 41К-066 (подъезд к ст. Ламбери)
- 41К-067 (Новая Пустошь — Невская Дубровка)
- 41К-068 (Старая — Кудрово)
- 41К-069 (подъезд к ст. Заневский Пост)
- 41К-070 (Магнитная станция — Посёлок имени Морозова)
- 41К-071 (Новое Токсово — автодорога Скотное — Керро)
- 41К-072 (Грузино — Керро)
- 41К-073 (Елизаветинка — Медный Завод)
- 41К-074 (Песочный — Киссолово)
- 41К-075 (Юкки — Кузьмоловский)
- 41К-076 (Мяглово — автодорога «Кола»)
- 41К-078 (Санкт-Петербург — Всеволожск)
- 41К-079 Колтушское шоссе (Санкт-Петербург — Колтуши)
- 41К-081 (Всеволожск — ст. Кирпичный Завод)
- 41К-179 (Осиновая Роща — автодорога А121)
- 41А-180 (Парголово — Огоньки)
- 41К-200 (подъезд к санаторию «Сярьги»)
- 41К-201 (подъезд к дер. Кавголово)
- 41К-202 (Проба — Лепсари — Борисова Грива)
- 41К-204 (спецподъезд к дер. Ваганово)
- 41К-301 (подъезд к дер. Коккорево)
- 41К-303 (подъезд к пос. Змеиный)
- 41К-304 (подъезд к ст. Пери)
- 41К-305 (подъезд к дер. Лаврики)
- 41К-307 (Карьер-Мяглово — Кузьминка)
- 41К-308 (подъезд к дер. Кискелово)
- 41К-310 (Колтуши — Коркино)
- 41К-311 (подъезд к пос. Воейково)
- 41К-312 (Посёлок имени Свердлова — Маслово)
- 41К-316 (Порошкино — Капитолово)
- 41К-319 (Мельничный Ручей — Кирпичный Завод)
- 41К-320 (Аро — Вирки)
- 41К-321 (подъезд к дер. Хиттолово)
- 41К-322 (Гарболово — Заводской)
- 41К-327 (спецподъезд № 22)
- 41К-331 (спецподъезд км 76+114)
- 41К-333 (подъезд к дер. Ёксолово)
- 41К-334 (подъезд к дер. Мендсары)
- 41К-336 (подъезд к птицефабрике «Невская»)
- 41К-337 (подъезд к дер. Варкалово)

Всеволожский район единственный в области имеет станцию метрополитена ( «Девяткино»).
Аэропорт «Ржевка» не действует.

### Природа
Несмотря на относительно небольшие размеры Всеволожского района, его природа весьма разнообразна. Особенность заключается в его геоэкологическом расположении — район является своеобразным «буфером» между Санкт-Петербургом и Ладогой.

### Рельеф
Территория района — равнина, низкая и почти плоская в восточной и южной частях и холмистая на западе и северо-западе. Максимальные высоты над уровнем моря достигают 170—180 метров на севере района. Наиболее низкие — урез воды в Неве — менее 1 м.
Для рельефа характерна отчетливо выраженная ступенчатость и наличие трёх крупных орографических единиц: Центральной возвышенности Карельского перешейка (Лемболовская возвышенность), части Приладожской низменности и правобережной части Приневской низины. Наиболее возвышенная территория — Лемболовская возвышенность, в центральной части имеет выравненный платообразный характер и контрастный холмисто-грядовый, по восточной периферии.
Пониженные участки района в Приладожье и на правобережье Невы отличаются ровным ступенчато-террасированным рельефом. Здесь широко распространены болота. Общий фон низин нарушается островными холмисто-камовыми возвышенностями.
Всеволожский правый берег Невы преимущественно крутой и обрывистый.
Параллельно берегу Ладожского озера тянутся невысокие моренные гряды о относительной высотой 10-20 м, а вдоль прибрежной низменности — береговые дюны высотой 3-5 м.

### Растительный мир
Тип местности — южная тайга. Коренными являются хвойные леса.
Леса покрывают около 60 % всей площади района. Всеволожский район относится к многолесным. По площади в районе преобладают сосновые леса.
Сосновые леса (из сосны лесной) разделяются на следующие основные группы:
- вересковые боры
- лишайниковые боры (встречаются на более бедных и сухих участках земли)
- сосняки-черничники (встречаются на влажных и более богатых почвах, возникают в основном на месте уничтоженных еловых лесов)
- сосняки-брусничники
- сосняки-долгомошники (встречаются в основном на побережье Ладоги и Невы)
- сфагновые сосняки (широко распространены по окраинам сфагновых болот)

Еловые леса из ели обыкновенной разделяются на следующие основные группы:
- ельники-зеленомошники (произрастают на умеренно влажных почвах; для них характерен напочвенный покров из зелёных мхов, черники, брусники, некоторых видов папоротников)
- ельники-черничники и ельники-кисличники (встречаются на более сухих почвах; кроме кислицы в них растут такие растения, как майник, седмичник европейский, цирцея)
- ельники-долгомошники (в основном — на заболоченных почвах; в напочвенном покрове господствуют кукушкин лён, сфагновые мхи)
- травяные ельники (встречаются на богатых, влажных почвах — преимущественно в долинах рек, на склонах и у подножий холмов; характеризуются значительным участием мелколиственных древесных пород в древостое, присутствием различных кустарников в подлеске и богатым составом травянистых растений), в подросте, а также во втором, реже в первом ярусах древостоя, местами встречаются широколиственные породы.

Наиболее крупные и ценные массивы еловых лесов расположены на Лемболовской возвышенности.
Кроме сосны и ели, широко распространены берёзы бородавчатая и пушистая, осина, ольха серая, образующие преимущественно вторичные леса или растущие в качестве примеси в коренных лесах, а также ольха чёрная, образующая коренные насаждения или примесь к другим породам во влажных местообитаниях. Из деревьев второй и третьей величины и кустарников произрастают различные виды ивы, рябина, местами — черёмуха, крушина, калина, редко — смородина, шиповник и некоторые другие. В местах с благоприятным микроклиматом, главным образом в холмистых ландшафтах, обычно в небольших количествах (хотя случаются и обильные местообитания), в лесных сообществах иногда встречаются дикорастущие широколиственные породы (преимущественно клён остролистный, дуб черешчатый и кустарник лещина обыкновенная) (например, в хвойных, смешанных и мелколиственных лесах в окрестностях Токсова, там изредка произрастают также вяз шершавый и яблоня лесная). Есть леса, где встречается и липа мелколистная, в частности, на территории государственного природного заказника «Коккоревский». Выше перечислены естественные местонахождения. В основном же широколиственные деревья растут в искусственных насаждениях — чаще всего в парках, аллеях, садоводствах и т. д., реже — в лесопосадках. Кроме того, одичавшие (натурализовавшиеся) широколиственные породы (главным образом, дуб) преимущественно в виде проростков и подроста, реже — деревьев третьей величины, иногда встречаются, в том числе и на довольно плоских участках рельефа, достаточно далеко, в глубине леса, даже заболоченного, на удалении нескольких километров от садоводческих массивов и других мест с искусственными насаждениями широколиственных деревьев, семена которых распространяются в наибольшей степени птицами, грызунами и ветром.
В лесах нередко встречаются одичавшие арония черноплодная и черноплодная рябина.
Незначительные площади занимают насаждения таких интродуцированных пород, как сибирский кедр, лиственница сибирская.
Естественные луга занимают весьма незначительные площади и представлены с одной стороны заболоченными крупноосоковыми лугами, а с другой — пойменными лугами. Так же встречаются щучковые луга (преимущественно образовавшихся на месте вырубленных лесов или высушенных болот).
Территория района обладает значительными запасами дикорастущих ягодников и грибов.

#### Болота
Болота занимают 3,6 % от всей площади района. Преобладают верховые болота. В юго-восточной части района встречаются болота переходного и низинного типа. Так же встречаются аапа-болота.

### Животный мир
Животный мир типичен для европейской части южной тайги.

Из крупных парнокопытных встречаются в больших количествах лоси и кабаны.
Из хищников наиболее часто встречается лисица, енотовидная собака, и иногда рысь. Волки появляются в лесах района периодически. Из куньих — американская норка, ласка, чёрный хорь. Из грызунов широко распространены белки и различные виды мышей и крыс. Из зайцеобразных широко распространён заяц-беляк. Насекомоядные обильно представлены кротами. Рукокрылые главным образом представлены видами летучих мышей. В Ладожском озере можно встретить кольчатую нерпу из отряда ластоногих.

## Население
В 2017 году, превзойдя по численности населения Одинцовский район Московской области, Всеволожский район стал самым крупным по населению муниципальным районом России.
| 1939     | 1959     | 1970     | 1979     | 1989     | 2002     |
| -------- | -------- | -------- | -------- | -------- | -------- |
| 77 409   | ↗126 379 | ↘108 997 | ↗118 150 | ↗135 318 | ↘131 233 |
| 2006     | 2009     | 2010     | 2011     | 2012     | 2013     |
| ↗217 400 | ↗221 453 | ↗260 478 | ↗261 145 | ↗266 553 | ↗274 591 |
| 2014     | 2015     | 2016     | 2017     | 2018     | 2019     |
| ↗285 746 | ↗296 443 | ↗307 779 | ↗326 753 | ↗354 723 | ↗398 896 |
| 2020     | 2021     | 2023     | 2024     | 2025     |          |
| ↗438 607 | ↗519 360 | ↗554 288 | ↗571 142 | ↗589 000 |          |

1942* — апрель; 1942** — ноябрь; 1944; 1945; 1946; 1949

### Динамика численности населения района
| Год  | Население, чел. | Примечание                                              | Источник           | Всего        |
| ---- | --------------- | ------------------------------------------------------- | ------------------ | ------------ |
| 1959 | 126 379         |                                                         | Перепись 1959 года | 126 379 чел. |
| 1970 | 108 997         | Без Всеволожского горсовета (30 102 чел.)               | Перепись 1970 года | 139 099 чел. |
| 1979 | 118 150         | Без Всеволожского горсовета (29 080 чел.)               | Перепись 1979 года | 147 230 чел. |
| 1989 | 135 318         | Без Всеволожского горсовета (32 230 чел.)               | Перепись 1989 года | 167 548 чел. |
| 2002 | 131 233         | Без Всеволожска (45 530 чел.) и Сертолова (38 444 чел.) | Перепись 2002 года | 215 207 чел. |
| 2010 | 260 478         |                                                         | Перепись 2010 года | 260 478 чел. |

Согласно переписи населения, проведённой в 2010 году население района составило 260,5 тысяч жителей, за межпереписной период c 2002 года население увеличилось на 17 %.

### Национальный состав
По данным Всероссийской переписи населения 2002 года:
| Национальность | Численность (чел.) | В процентах |
| -------------- | ------------------ | ----------- |
| Русские        | 110 070            | 83,87 %     |
| Украинцы       | 4292               | 3,27 %      |
| Белорусы       | 2557               | 1,94 %      |
| Финны          | 1776               | 1,35 %      |
| Татары         | 984                | 0,75 %      |
| Армяне         | 658                | 0,50 %      |
| Цыгане         | 538                | 0,40 %      |
| Азербайджанцы  | 393                | 0,30 %      |
| Чуваши         | 276                | 0,21 %      |
| Мордва         | 224                | 0,17 %      |
| Грузины        | 211                | 0,16 %      |
| Немцы          | 208                | 0,15 %      |
| Евреи          | 189                | 0,14 %      |
| Молдаване      | 145                | 0,11 %      |
| Марийцы        | 135                | 0,10 %      |
| Узбеки         | 135                | 0,10 %      |
| Поляки         | 126                | 0,10 %      |
| Карелы         | 118                | 0,09 %      |
| Таджики        | 104                | 0,08 %      |
| Эстонцы        | 74                 | 0,06 %      |
| Латыши         | 56                 | 0,04 %      |
| Литовцы        | 53                 | 0,04 %      |
| Вепсы          | 17                 | 0,01 %      |
| Ижора          | 4                  | 0,003 %     |
| Всего          | 131 233            |             |

По данным Всероссийской переписи населения 2010 года:
| Национальность | Численность (чел.) | В процентах |
| -------------- | ------------------ | ----------- |
| Русские        | 235 322            | 90,34 %     |
| Украинцы       | 7081               | 2,72 %      |
| Белорусы       | 2654               | 1,02 %      |
| Армяне         | 1898               | 0,73 %      |
| Татары         | 1733               | 0,67 %      |
| Узбеки         | 1254               | 0,48 %      |
| Финны          | 1078               | 0,41 %      |
| Цыгане         | 900                | 0,35 %      |
| Азербайджанцы  | 813                | 0,31 %      |
| Таджики        | 570                | 0,22 %      |
| Молдаване      | 418                | 0,16 %      |
| Грузины        | 409                | 0,16 %      |
| Чуваши         | 310                | 0,12 %      |
| Евреи          | 283                | 0,11 %      |
| Корейцы        | 215                | 0,08 %      |
| Башкиры        | 185                | 0,07 %      |
| Казахи         | 184                | 0,07 %      |
| Мордва         | 181                | 0,07 %      |
| Поляки         | 158                | 0,06 %      |
| Марийцы        | 135                | 0,06 %      |
| Удмурты        | 118                | 0,05 %      |
| Карелы         | 118                | 0,05 %      |
| Карелы         | 110                | 0,04 %      |
| Литовцы        | 84                 | 0,03 %      |
| Эстонцы        | 81                 | 0,03 %      |
| Латыши         | 67                 | 0,03 %      |
| Немцы          | 35                 | 0,01 %      |
| Вепсы          | 30                 | 0,01 %      |
| Всего          | 260 478            |             |

По итогам переписи населения 2020 года проживали следующие национальности (национальности менее 0,1 % и другое, см. в сноске к строке «Другие»):
| Национальность | Численность, чел. | Доля     |
| -------------- | ----------------- | -------- |
| Русские        | 368 045           | 70,87 %  |
| Украинцы       | 3634              | 0,70 %   |
| Татары         | 2417              | 0,47 %   |
| Армяне         | 2120              | 0,41 %   |
| Белорусы       | 1669              | 0,32 %   |
| Узбеки         | 1441              | 0,28 %   |
| Таджики        | 1078              | 0,21 %   |
| Азербайджанцы  | 822               | 0,16 %   |
| Другие         | 138 134           | 26,58 %  |
| Итого          | 519 360           | 100,00 % |

### Урбанизация
В городских условиях (города Всеволожск, Сертолово, Кудрово, Мурино, Колтуши и Бугры, городские посёлки Дубровка, Кузьмоловский, посёлок имени Морозова, Рахья, посёлок имени Свердлова, Токсово и Янино-1) проживают более 70% населения района.

## Муниципально-территориальное устройство
Всеволожский муниципальный район как административно-территориальная единица делится на 19 поселений, как муниципальное образование — включает 19 муниципальных образований нижнего уровня, в том числе 12 городских поселений и 7 сельских поселений.
| №  | Поселение                           | Административный центр            | Количество населённых пунктов | Население (чел.) | Площадь (км²) |
| -- | ----------------------------------- | --------------------------------- | ----------------------------- | ---------------- | ------------- |
| 1  | Бугровское городское поселение      | город Бугры                       | 9                             | ↗39 549          | 73,19         |
| 2  | Всеволожское городское поселение    | город Всеволожск                  | 4                             | ↗79 354          | 191,30        |
| 3  | Дубровское городское поселение      | городской посёлок Дубровка        | 2                             | ↗8516            | 5,99          |
| 4  | Заневское городское поселение       | городской посёлок Янино-1         | 9                             | ↗95 402          | 50,34         |
| 5  | Колтушское городское поселение      | город Колтуши                     | 31                            | ↗30 309          | 59,30         |
| 6  | Кузьмоловское городское поселение   | городской посёлок Кузьмоловский   | 4                             | ↘13 480          | 23,70         |
| 7  | Морозовское городское поселение     | городской посёлок имени Морозова  | 7                             | ↗10 642          | 110,69        |
| 8  | Муринское городское поселение       | город Мурино                      | 2                             | ↗116 575         | 19,85         |
| 9  | Рахьинское городское поселение      | городской посёлок Рахья           | 13                            | ↗8794            | 346,29        |
| 10 | Свердловское городское поселение    | городской посёлок имени Свердлова | 10                            | ↗15 092          | 115,47        |
| 11 | Сертоловское городское поселение    | город Сертолово                   | 2                             | ↗72 752          | 74,15         |
| 12 | Токсовское городское поселение      | городской посёлок Токсово         | 5                             | ↘7525            | 176,84        |
| 13 | Агалатовское сельское поселение     | деревня Агалатово                 | 6                             | ↗14 416          | 220,28        |
| 14 | Куйвозовское сельское поселение     | деревня Куйвози                   | 18                            | ↗16 166          | 753,90        |
| 15 | Лесколовское сельское поселение     | деревня Верхние Осельки           | 12                            | ↗10 761          | 163,81        |
| 16 | Новодевяткинское сельское поселение | деревня Новое Девяткино           | 1                             | ↗25 828          | 6,60          |
| 17 | Романовское сельское поселение      | посёлок Романовка                 | 6                             | ↗10 242          | 182,65        |
| 18 | Щегловское сельское поселение       | посёлок Щеглово                   | 7                             | ↗7738            | 104,19        |
| 19 | Юкковское сельское поселение        | деревня Юкки                      | 5                             | ↗5859            | 186,68        |

1 января 2006 года на территории Всеволожского муниципального района было образовано 20 муниципальных образований, в том числе 8 городских и 12 сельских поселений.
17 июня 2013 года Разметелевское сельское поселение влилось в Колтушское сельское поселение.
8 января 2016 года после присвоения Янину-1 статуса посёлка городского типа, Заневское сельское поселение было преобразовано в Заневское городское поселение.
26 апреля 2019 года, одновременно с присвоением Мурину статуса города, Муринское сельское поселение было преобразовано в Муринское городское поселение.
24 июня 2023 года, одновременно с присвоением деревне Колтуши статуса города, Колтушское сельское поселение было преобразовано в Колтушское городское поселение.
19 июня 2024 года, одновременно с присвоением посёлку Бугры статуса города, Бугровское сельское поселение было преобразовано в Бугровское городское поселение.

### Населённые пункты
Во Всеволожском районе 153 населённых пункта.
| №   | Населённый пункт      | Тип                  | Население | Муниципальное образование           |
| --- | --------------------- | -------------------- | --------- | ----------------------------------- |
| 1   | Агалатово             | деревня              | ↗6249     | Агалатовское сельское поселение     |
| 2   | Аньялово              | деревня              | ↘0        | Лесколовское сельское поселение     |
| 3   | Аро                   | деревня              | ↗355      | Колтушское городское поселение      |
| 4   | Аудио                 | деревня              | ↘23       | Токсовское городское поселение      |
| 5   | Большие Пороги        | деревня              | →128      | Свердловское городское поселение    |
| 6   | Бор                   | деревня              | ↗122      | Колтушское городское поселение      |
| 7   | Борисова Грива        | деревня              | ↘1175     | Рахьинское городское поселение      |
| 8   | Бугры                 | город                | ↗34 617   | Бугровское городское поселение      |
| 9   | Ваганово              | деревня              | ↘1127     | Рахьинское городское поселение      |
| 10  | Варзолово             | деревня              | →32       | Куйвозовское сельское поселение     |
| 11  | Варкалово             | деревня              | ↘13       | Кузьмоловское городское поселение   |
| 12  | Вартемяги             | деревня              | ↗2033     | Агалатовское сельское поселение     |
| 13  | Васкелово             | деревня              | →975      | Куйвозовское сельское поселение     |
| 14  | Верхние Осельки       | деревня              | ↗1918     | Лесколовское сельское поселение     |
| 15  | Вирки                 | деревня              | ↘117      | Колтушское городское поселение      |
| 16  | Воейково              | посёлок              | ↘848      | Колтушское городское поселение      |
| 17  | Всеволожск            | город                | ↗78 533   | Всеволожское городское поселение    |
| 18  | Вуолы                 | деревня              | →9        | Куйвозовское сельское поселение     |
| 19  | Вьюн                  | посёлок              | ↗3        | Куйвозовское сельское поселение     |
| 20  | Ганнибаловка          | деревня              | ↘6        | Морозовское городское поселение     |
| 21  | Гапсары               | деревня              | ↘8        | Лесколовское сельское поселение     |
| 22  | Гарболово             | деревня              | ↗4548     | Куйвозовское сельское поселение     |
| 23  | Грузино               | деревня              | →267      | Куйвозовское сельское поселение     |
| 24  | Дранишники            | деревня              | ↘103      | Юкковское сельское поселение        |
| 25  | Дубровка              | городской посёлок    | ↗7876     | Дубровское городское поселение      |
| 26  | Дунай                 | посёлок              | ↘15       | Морозовское городское поселение     |
| 27  | Екатериновка          | деревня              | →140      | Куйвозовское сельское поселение     |
| 28  | Ёксолово              | деревня              | ↘73       | Колтушское городское поселение      |
| 29  | Елизаветинка          | деревня              | ↗1451     | Агалатовское сельское поселение     |
| 30  | Заводской             | посёлок              | →838      | Куйвозовское сельское поселение     |
| 31  | Заневка               | деревня              | ↗1033     | Заневское городское поселение       |
| 32  | Западная Лица         | посёлок              | ↗479      | Сертоловское городское поселение    |
| 33  | Змеиный               | посёлок              | ↘10       | Рахьинское городское поселение      |
| 34  | имени Морозова        | городской посёлок    | ↘10 350   | Морозовское городское поселение     |
| 35  | имени Свердлова       | городской посёлок    | ↘12 608   | Свердловское городское поселение    |
| 36  | Ириновка              | деревня              | ↘95       | Рахьинское городское поселение      |
| 37  | Ириновка              | посёлок ж.д. станции | ↗673      | Рахьинское городское поселение      |
| 38  | Кавголово             | деревня              | ↗713      | Токсовское городское поселение      |
| 39  | Кальтино              | деревня              | ↗1099     | Колтушское городское поселение      |
| 40  | Каменка               | деревня              | ↗116      | Щегловское сельское поселение       |
| 41  | Канисты               | деревня              | ↗112      | Колтушское городское поселение      |
| 42  | Капитолово            | деревня              | ↗468      | Бугровское городское поселение      |
| 43  | Карьер-Мяглово        | местечко             | ↘145      | Колтушское городское поселение      |
| 44  | Касимово              | деревня              | ↘124      | Агалатовское сельское поселение     |
| 45  | Керро                 | деревня              | ↗730      | Куйвозовское сельское поселение     |
| 46  | Кирпичный Завод       | посёлок ж.д. станции | ↘174      | Щегловское сельское поселение       |
| 47  | Кирполье              | деревня              | ↗129      | Колтушское городское поселение      |
| 48  | Кискелово             | деревня              | ↘29       | Лесколовское сельское поселение     |
| 49  | Ковалёво              | посёлок              | ↘202      | Всеволожское городское поселение    |
| 50  | Коккорево             | деревня              | ↘210      | Рахьинское городское поселение      |
| 51  | Колбино               | деревня              | ↗126      | Колтушское городское поселение      |
| 52  | Колтуши               | город                | ↗14 954   | Колтушское городское поселение      |
| 53  | Колясово              | деревня              | ↘6        | Агалатовское сельское поселение     |
| 54  | Корабсельки           | деревня              | ↗227      | Бугровское городское поселение      |
| 55  | Коркино               | деревня              | ↗24       | Колтушское городское поселение      |
| 56  | Корнево               | посёлок ж.д. станции | ↗359      | Романовское сельское поселение      |
| 57  | Кошкино               | деревня              | ↗14       | Морозовское городское поселение     |
| 58  | Красная Горка         | деревня              | ↗74       | Колтушское городское поселение      |
| 59  | Красная Заря          | посёлок              | ↗101      | Свердловское городское поселение    |
| 60  | Кудрово               | город                | ↗66 310   | Заневское городское поселение       |
| 61  | Кузьминка             | деревня              | →9        | Свердловское городское поселение    |
| 62  | Кузьмолово            | деревня              | ↗465      | Кузьмоловское городское поселение   |
| 63  | Кузьмоловский         | городской посёлок    | ↘12 727   | Кузьмоловское городское поселение   |
| 64  | Куйвози               | деревня              | ↘1168     | Куйвозовское сельское поселение     |
| 65  | Куйворы               | деревня              | ↘65       | Колтушское городское поселение      |
| 66  | Куялово               | деревня              | ↗100      | Кузьмоловское городское поселение   |
| 67  | Лаврики               | деревня              | ↘282      | Муринское городское поселение       |
| 68  | Ладожский Трудпосёлок | деревня              | ↗140      | Рахьинское городское поселение      |
| 69  | Ладожское Озеро       | посёлок ж.д. станции | ↘161      | Рахьинское городское поселение      |
| 70  | Лаппелово             | деревня              | ↗3        | Куйвозовское сельское поселение     |
| 71  | Лемболово             | деревня              | →56       | Куйвозовское сельское поселение     |
| 72  | Лемболово             | посёлок ж.д. станции | →595      | Куйвозовское сельское поселение     |
| 73  | Лепсари               | деревня              | ↗69       | Романовское сельское поселение      |
| 74  | Лесколово             | деревня              | ↘4638     | Лесколовское сельское поселение     |
| 75  | Лесное                | посёлок              | ↘1071     | Куйвозовское сельское поселение     |
| 76  | Лехтуси               | деревня              | ↗31       | Лесколовское сельское поселение     |
| 77  | Лиголамби             | деревня              | ↘74       | Колтушское городское поселение      |
| 78  | Лупполово             | деревня              | ↗1447     | Юкковское сельское поселение        |
| 79  | Малая Романовка       | деревня              | ↗83       | Щегловское сельское поселение       |
| 80  | Манушкино             | деревня              | ↗57       | Колтушское городское поселение      |
| 81  | Манушкино             | посёлок ж.д. станции | ↘9        | Колтушское городское поселение      |
| 82  | Маслово               | деревня              | ↗34       | Свердловское городское поселение    |
| 83  | Матокса               | деревня              | →259      | Куйвозовское сельское поселение     |
| 84  | Медный Завод          | деревня              | ↘44       | Юкковское сельское поселение        |
| 85  | Мендсары              | деревня              | ↗188      | Бугровское городское поселение      |
| 86  | Минулово              | деревня              | ↗110      | Щегловское сельское поселение       |
| 87  | Мистолово             | деревня              | ↗174      | Бугровское городское поселение      |
| 88  | Морье                 | деревня              | ↘19       | Рахьинское городское поселение      |
| 89  | Мурино                | город                | ↗116 293  | Муринское городское поселение       |
| 90  | Мяглово               | деревня              | ↘236      | Колтушское городское поселение      |
| 91  | Мяглово               | посёлок ж.д. станции | ↗13       | Заневское городское поселение       |
| 92  | Невский Парклесхоз    | деревня              | ↘52       | Свердловское городское поселение    |
| 93  | Ненимяки              | деревня              | ↗1170     | Куйвозовское сельское поселение     |
| 94  | Нижние Осельки        | деревня              | ↘87       | Лесколовское сельское поселение     |
| 95  | Никитилово            | деревня              | ↗1        | Куйвозовское сельское поселение     |
| 96  | Новая Пустошь         | деревня              | ↘106      | Колтушское городское поселение      |
| 97  | Новое Девяткино       | деревня              | ↗25 828   | Новодевяткинское сельское поселение |
| 98  | Новое Токсово         | посёлок              | →620      | Токсовское городское поселение      |
| 99  | Новосаратовка         | деревня              | ↘539      | Свердловское городское поселение    |
| 100 | Новосергиевка         | деревня              | ↗288      | Заневское городское поселение       |
| 101 | Озерки                | деревня              | ↘188      | Колтушское городское поселение      |
| 102 | Озерки-1              | деревня              | ↗22       | Колтушское городское поселение      |
| 103 | Оранжерейка           | деревня              | ↘19       | Свердловское городское поселение    |
| 104 | Орово                 | деревня              | ↗154      | Колтушское городское поселение      |
| 105 | Осельки               | посёлок ж.д. станции | ↘254      | Лесколовское сельское поселение     |
| 106 | Осельки               | посёлок              | ↘1701     | Лесколовское сельское поселение     |
| 107 | Островки              | деревня              | ↘71       | Свердловское городское поселение    |
| 108 | Павлово               | село                 | ↗2346     | Колтушское городское поселение      |
| 109 | Пери                  | посёлок ж.д. станции | ↘218      | Лесколовское сельское поселение     |
| 110 | Пески                 | посёлок              | ↘640      | Дубровское городское поселение      |
| 111 | Плинтовка             | деревня              | ↘287      | Щегловское сельское поселение       |
| 112 | Порошкино             | деревня              | ↗946      | Бугровское городское поселение      |
| 113 | Посёлок № 13          | посёлок              | ↘63       | Рахьинское городское поселение      |
| 114 | Посёлок № 2           | посёлок              | ↘17       | Рахьинское городское поселение      |
| 115 | Проба                 | деревня              | ↗290      | Рахьинское городское поселение      |
| 116 | Пятый Километр        | посёлок ж.д. станции | →4        | Заневское городское поселение       |
| 117 | Рабочий               | посёлок              | ↘3        | Свердловское городское поселение    |
| 118 | Разметелево           | деревня              | ↘2820     | Колтушское городское поселение      |
| 119 | Рапполово             | деревня              | ↘826      | Токсовское городское поселение      |
| 120 | Рахья                 | городской посёлок    | ↗3797     | Рахьинское городское поселение      |
| 121 | Резвых                | деревня              | ↘15       | Морозовское городское поселение     |
| 122 | Романовка             | посёлок              | ↗8370     | Романовское сельское поселение      |
| 123 | Рохма                 | деревня              | ↘12       | Лесколовское сельское поселение     |
| 124 | Рыжики                | деревня              | ↗13       | Колтушское городское поселение      |
| 125 | Савочкино             | деревня              | ↗25       | Бугровское городское поселение      |
| 126 | Сарженка              | деревня              | ↘34       | Юкковское сельское поселение        |
| 127 | Сертолово             | город                | ↗72 273   | Сертоловское городское поселение    |
| 128 | Скотное               | деревня              | ↘17       | Агалатовское сельское поселение     |
| 129 | Старая Пустошь        | деревня              | ↗79       | Колтушское городское поселение      |
| 130 | Стеклянный            | посёлок              | ↗2132     | Куйвозовское сельское поселение     |
| 131 | Суоранда              | деревня              | ↗495      | Заневское городское поселение       |
| 132 | Сярьги                | деревня              | ↗272      | Бугровское городское поселение      |
| 133 | Тавры                 | деревня              | ↘54       | Колтушское городское поселение      |
| 134 | Токкари               | деревня              | ↗231      | Колтушское городское поселение      |
| 135 | Токсово               | городской посёлок    | ↘6684     | Токсовское городское поселение      |
| 136 | Углово                | деревня              | ↗105      | Романовское сельское поселение      |
| 137 | Углово                | местечко             | ↘12       | Романовское сельское поселение      |
| 138 | Углово                | посёлок              | ↗1278     | Романовское сельское поселение      |
| 139 | Хапо-Ое               | деревня              | ↘1025     | Колтушское городское поселение      |
| 140 | Хирвости              | деревня              | ↗196      | Заневское городское поселение       |
| 141 | Хиттолово             | деревня              | ↘179      | Лесколовское сельское поселение     |
| 142 | Хязельки              | деревня              | ↗137      | Колтушское городское поселение      |
| 143 | Чёрная Речка          | деревня              | ↗8        | Морозовское городское поселение     |
| 144 | Шереметьевка          | деревня              | →44       | Морозовское городское поселение     |
| 145 | Шестнадцатый километр | посёлок ж.д. станции | ↗2        | Колтушское городское поселение      |
| 146 | Шестой километр       | посёлок              | ↘27       | Всеволожское городское поселение    |
| 147 | Щеглово               | деревня              | ↗170      | Щегловское сельское поселение       |
| 148 | Щеглово               | посёлок              | ↗5576     | Щегловское сельское поселение       |
| 149 | Щеглово               | посёлок              | ↘7        | Всеволожское городское поселение    |
| 150 | Энколово              | деревня              | ↗426      | Бугровское городское поселение      |
| 151 | Юкки                  | деревня              | ↘840      | Юкковское сельское поселение        |
| 152 | Янино-1               | городской посёлок    | ↗24 115   | Заневское городское поселение       |
| 153 | Янино-2               | деревня              | ↗492      | Заневское городское поселение       |

### Упразднённые населённые пункты
29 ноября 2001 года была упразднена деревня Мартыновка.
28 декабря 2004 года в связи с отсутствием жителей были упразднены деревни Посечено и Самарка.
25 июня 2023 года была упразднена деревня Старая в связи с её включением в состав города Колтуши.

## Общая карта
Легенда карты (при наведении на метку отображается реальная численность населения):
|  | От 50 000 до 100 000 чел. |
|  | от 20 000 до 50 000 чел.  |
|  | от 10 000 до 20 000 чел.  |
|  | от 5000 до 10 000 чел.    |
|  | от 3000 до 5000 чел.      |

## Местное самоуправление
Местное самоуправление Всеволожского муниципального района организовано согласно уставу муниципального образования. Структуру органов местного самоуправления составляют совет депутатов, глава муниципального образования, местная администрация и контрольный орган.
Представительным органом Всеволожского муниципального района является совет депутатов, состоящий из 38 депутатов:
- 19 депутатов — главы муниципальных образований, входящих в состав муниципального образования «Всеволожский район»
- 19 депутатов — по одному депутату от каждого из входящих в состав муниципальных образований; избираются представительными органами муниципального образования из своего состава

Срок полномочий совета депутатов составляет 5 лет.
Глава муниципального образования избирается советом депутатов из своего состава и является его председателем. В результате выборов, в 2019 году главой Всеволожского района стал Кондратьев Вячеслав Евгеньевич. 19 сентября 2024 года новым главой района была выбрана Бурак Лира Викторовна.
Администрация Всеволожского района осуществляет исполнительно — распорядительные функции. Руководит администрацией глава администрации, который назначается на должность по контракту на 5 лет в результате конкурса. Порядок проведения конкурса и условия контракта определяются советом депутатов. До 5 октября 2016 года должность главы администрации Всеволожского района занимал Драчёв Владимир Петрович. С 20 октября 2016 года по 21 сентября 2023 года главой администрации являлся  Низовский Андрей Александрович. С 14 ноября 2024 года главой администрации является Воропаев Андрей Леонидович.
Контрольный орган Всеволожского района — постоянно действующий орган местного самоуправления занимающийся контролем за исполнением бюджета муниципального образования, соблюдением установленного порядка управления и распоряжения имуществом, находящимся в муниципальной собственности и др.

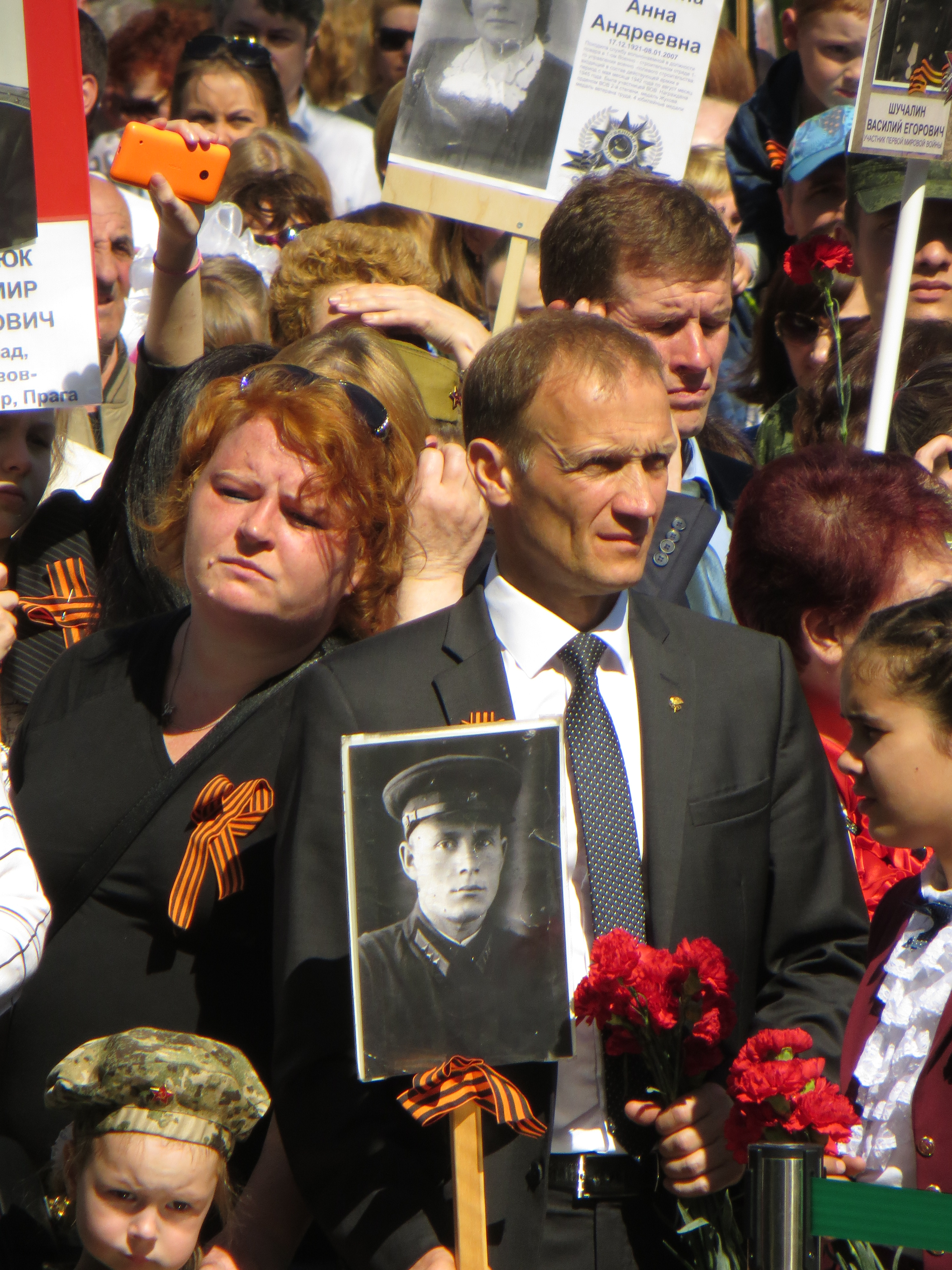
В. П. Драчёв
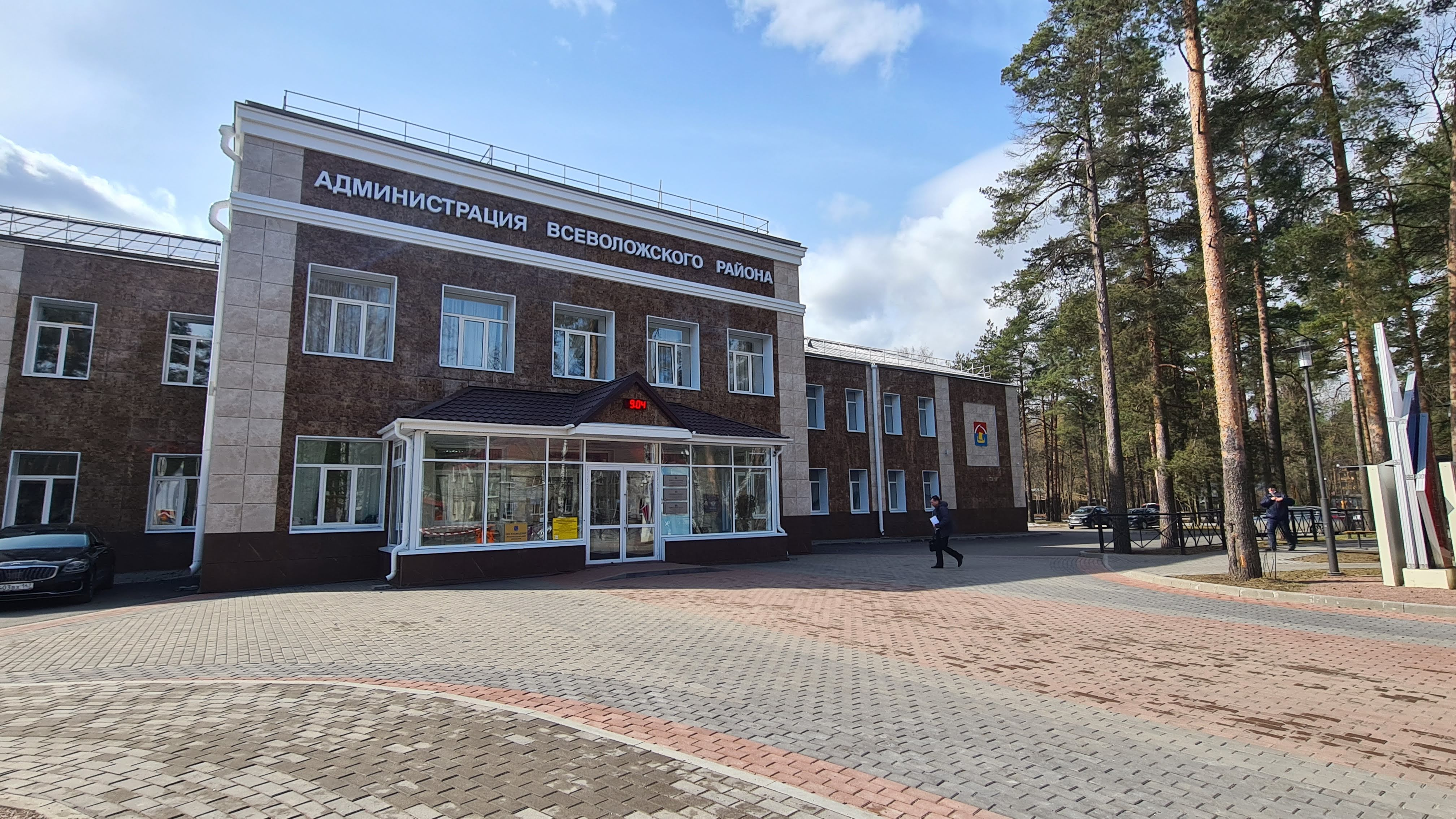
Здание Администрации МО

## Экономика
Минерально-сырьевой потенциал Всеволожского района представлен преимущественно месторождениями песка и песчано-гравийного материала, кирпично-черепичных глин и суглинков, а также месторождениями торфа, низкокачественного озёрного сапропеля. Ресурсный потенциал песка и песчано-гравийного материала в районе является практически неограниченным, хотя большая часть объектов расположена в лесах гослесфонда (леса 1-й группы) и лесопарковой зоне. Суммарное количество ресурсов строительного песка и песчано-гравийного материала составляет более 1360 млн. м3 (более 118 млн. м3 разведанных запасов всех категорий и более 1240 млн. м3 прогнозных ресурсов).

### Промышленность
Объём производства промышленной продукции за 2009 год достиг 57 280 млн руб.
- Энергетическая
- Машиностроительная (АО «Геогидротехника», ЗАО «Форд Мотор Компани» и др.)
- Химическая («Нокиан Тайерс», Морозовский химический завод и др.)
- Деревообрабатывающая («Романовский ДОК» и др.)
- Строительных материалов
- Целлюлозно-Бумажная («Smurfit Kappa St. Petersburg», «МДМ-печать» и др.)
- Пищевая (фабрика «Невские пороги», «Аква-Стар»)
- Логистический центр «Уткина Заводь», над возведением которого трудятся специалисты «Группы Е4»

В сфере торговли большое значение имеют два комплекса, принадлежащих компании «ИКЕА Мос», расположенные в городах Бугры и Кудрово. Сотни магазинов, расположенные на границе с Петербургом дают ощутимый доход бюджетам всех уровней, трудоустраивают тысячи жителей Всеволожского района, Петербурга, других районов области.

### Сельское хозяйство
На территории района расположен ряд крупных сельскохозяйственных предприятий — агрофирмы «Приневское», «Выборжец» и др.
Развиты такие отрасли, как:
- птицеводство
- картофелеводство
- овощеводство
- производство плодов и ягод